# Il grande ascensore di cristallo
Il grande ascensore di cristallo (Charlie and the Great Glass Elevator) è il seguito del famoso libro La fabbrica di cioccolato di Roald Dahl.

## Trama
Charlie, insieme a nonno Joe e a Willy Wonka, si trova in viaggio sul fantastico ascensore di cristallo per recuperare gli altri componenti della sua famiglia per andare a vivere nella meravigliosa fabbrica di cioccolato. Durante il viaggio di ritorno alla fabbrica l'ascensore, a causa di un inconveniente, si ritrova in orbita.
Willy Wonka, Charlie e la sua famiglia si ritrovano quindi nei pressi di un nuovo hotel spaziale che sta per essere inaugurato e di una navetta pilotata da tre astronauti, in contatto con il presidente degli Stati Uniti, che sta portando il personale dell'hotel a destinazione. All'inizio Willy Wonka e gli altri si divertono a spaventare gli astronauti e il presidente spacciandosi per extraterrestri, ma ben presto scoprono che l'hotel spaziale è stato infestato da una pericolosissima specie aliena, i Cnidi Vermicolosi. Grazie alla sua astuzia, Willy Wonka riesce a salvare i passeggeri della navetta, rimorchiandola verso la Terra, e a sconfiggere i Cnidi Vermicolosi, che finiscono bruciati nel tentativo di entrare a grande velocità nell'atmosfera terrestre.
L'ascensore rientra quindi con successo alla fabbrica di cioccolato, dove gli altri nonni di Charlie si rifiutano di uscire dal letto, dove sono rimasti per ben venti anni. Il signor Wonka offre loro una medicina di sua invenzione, la Wonkavite, ogni pillola della quale è in grado di ringiovanire chi la assume di 20 anni. I nonni esagerano nel prendere la medicina, ringiovanendo di ottant'anni a testa. Una delle nonne di Charlie, avendo meno di ottant'anni, svanisce. Il signor Wonka e Charlie, per farla ritornare, sono costretti a salire a bordo dell'ascensore e a intraprendere un viaggio in un misterioso luogo nelle viscere della terra, Minuslandia. Qui riescono a trovare il fantasma della nonna e a somministrarle la Vitewonka, una sostanza liquida dall'effetto opposto alla Wonkavite, tuttavia ne utilizzano troppa e la nonna si ritrova quindi ad avere l'età di 375 anni. Il signor Wonka calcola che, per farla tornare alla sua età corretta, occorrono 15 pillole di Wonkavite, quindi gliele somministra, poi usa di nuovo la Vitewonka per ripristinare le età degli altri nonni. Nel finale, il signor Wonka riceve una lettera dal presidente dagli Stati Uniti d'America con l'invito a un ricevimento per aver salvato gli astronauti: fuori dal cancello li aspetta un elicottero per portarli alla Casa Bianca. Di fronte a ciò, i nonni si decidono finalmente ad uscire dal letto.

## Edizioni
- Roald Dahl, Il grande ascensore di cristallo, traduzione di Pier Francesco Paolini, collana Gl'Istrici, Salani, 2003,  pp. 185, cap. 20, ISBN 88-7782-772-6.